# Rudnik (distrikt i Bulgarien, Burgas)
Rudnik (bulgariska: Рудник) är ett tidigare distrikt i Bulgarien.   Det ligger i kommunen Obsjtina Burgas och regionen Burgas, i den östra delen av landet, 300 km öster om huvudstaden Sofia.
Trakten runt Rudnik består till största delen av jordbruksmark. Runt Rudnik är det tätbefolkat, med 319 invånare per kvadratkilometer.